# Augusta Lundahl
Augusta Charlotta Lundahl, född den 21 september 1811 i Tammerfors, död 1891, var en finlandssvensk poet och översättare, samt medlem av det så kallade Lördagssällskapet. 

## Biografi
Augusta Lundahls föräldrar var kommerserådet Gustaf Lundahl (1783–1846) och Anna Charlotta (f. Rung, 1785–1854). 
Augusta Lundahl fick sin utbildning i fru Salmbergs flickpension i Åbo, där hon studerade fram till 1825. Hon fortsatte sina studier dels på egen hand och dels tillsammans med sina yngre bröders informatorer. Lundahl var också musikalisk och verkade som ackompanjatris på konserter i Tammerfors.
Redan som ung började hon skriva dikter. År 1827 anställdes en ny informator för bröderna, Johan Jakob Nervander (1805–1848), skald, fysiker och meteorolog. Nervander uppmuntrade Augusta Lundahl att skriva, redigerade hennes dikter och fungerade som hennes första kritiker.
Vid Salmbergs flickpension hade Augusta Lundahl lärt känna Fredrika Tengström, sedermera Runeberg, och deras vänskap och brevväxling fortsatte ända fram till Fredrika Runebergs död 1879. Genom väninnan lärde Augusta Lundahl även känna Johan Ludvig Runeberg, som också uppmuntrade henne att fortsätta som poet. Tillsammans med paret Runeberg deltog hon i Lördagssällskapets sammanträden och blev bekant med flera av Finlands kulturpersoner.
Augusta Lundahls skapande period hänför sig närmast till 1830-talet. Femton av hennes dikter publicerades i Helsingfors Morgonblad 1832, Borgå Tidning 1839 och 1840 samt i albumet Vinterblommor 1834 (1833) och 1840 (1839) i Sverige. I Aftontidningen i Stockholm recenserades hennes tre dikter ur Vinterblommor i början av 1834. En av hennes dikter, Minne af en resa i Januarii 1831, blev en visa som sjöngs av studerande i Uppsala på 1830-talet. Hon översatte även bland annat andliga dikter från engelska till svenska. Hennes arkiv finns hos Svenska litteratursällskapet i Finland.
Augusta Lundahl gifte sig 1844 med kyrkoherden Gabriel Wallenius (d. 1862) och paret fick tre döttrar. 